# Alexandre Lebrun de Plaisance
Pour les articles homonymes, voir Lebrun.
Alexandre Louis Jules Lebrun, né le 6 août 1780 à Paris et mort le 24 novembre 1812 à Lepel (Empire russe), était un militaire français, baron de Plaisance et de l'Empire,

## Biographie
Lebrun entre comme sous-lieutenant dans le 5e régiment de dragons le 6 nivôse an VIII (27 décembre 1799).
Il fait sous les ordres de Louis Bonaparte, son colonel, la campagne de l’armée de réserve à Marengo, sert en l’an IX au corps d’observation de la Gironde et au Portugal. Il devient, le 1er germinal an X (22 mars 1802), aide de camp du général Bessières, commandant la cavalerie de la Garde consulaire. Il est promu lieutenant le 6 frimaire an XI (27 novembre 1802) et rejoint l’état-major de l’armée de Naples.
Il devient membre de la Légion d'honneur le 25 prairial an XII (14 juin 1804). Passé aide de camp du maréchal Bernadotte le 12 pluviôse an XIII (1er février 1805), il participe, en cette qualité, aux campagnes d'Autriche, de Prusse (1806) et de Pologne (1807). Il est promu capitaine le 16 novembre 1806 et chef d'escadron au 3e régiment de cuirassiers le 5 juillet 1807.
Le 15 décembre 1808 il retrouve une fonction d’aide de camp du major-général Berthier avec lequel il participe aux campagnes d'Espagne et d'Autriche (1809). Il est élevé au rang de baron de l'Empire le 3 mai 1810. Il était aussi donataire (revenu : 4 000 francs) en Westphalie (19 mars 1808) et sur le Trasimène (15 août 1809).
Il est nommé colonel du 3e régiment de chevau-légers lanciers le 22 juin 1811 et entre en Russie (1812) avec le 3e corps de réserve de cavalerie. Il est tué en avant de Lepel (retraite de Russie).
Marié à Adèle Louise Berard (1790-1811), postérité : un fils Charles Louis Alexandre Jules Lebrun (1811-1872), 3e duc de Plaisance, marié à Marie-Anne Berthier de Wagram, dont postérité.

## Récapitulatif

### Titres
- Baron Lebrun et de l'Empire (accordé par décret du 15 août 1809 et lettres patentes signées à Anvers le 3 mai 1810)[1],[2] ;
- Donataire[2] :
  - En Westphalie (revenus : 4 000 fr.) par décret impérial du 19 mars 1808 ;
  - Sur le Trasimène par décret impérial du 15 août 1809.

### Distinctions
| Chevalier de la Légion d'honneur |

- Légionnaire (Légion d'honneur) (25 prairial an XII).

### Armoiries
| Image | Blasonnement |
| ----- | --- |
|       | Armes du baron Lebrun de Plaisance et de l'Empire De sable, à la louve arrêtée d'or la tête en rencontre soutenue du même et surmontée de deux billettes d'argent ; à la bordure dentelée du même : franc quartiers des barons tirés de même, - Livrée : les couleurs de l'écu. |

### Ascendance et postérité
Alexandre Lebrun était le fils cadet de Charles-François Lebrun, troisième consul, duc de Plaisance, et de Anne Delagoutte (novembre 1755 † 21 mai 1800 - Paris XIe).
Il avait épousé Adèle Louise (1790 † 1er mai 1811 - Paris Ier), fille de Jean Jacques Bérard (1751 † 1817), administrateur de la "Nouvelle Compagnie des Indes", banquier. Ensemble, ils eurent :
- - Charles Louis Alexandre Jules (19 avril 1811 - Paris au 335, rue Saint-Honoré † 15 janvier 1872 - Paris), 3e duc de Plaisance, député de la Manche, marié[n 1], le 24 juin 1833 à Boissy-Saint-Léger, avec Marie (19 février 1816 † 23 juillet 1878 - Paris), fille de Louis-Alexandre Berthier (20 novembre 1753 - Versailles † 1er juin 1815 - Bamberg, Bavière), ministre de la Guerre, Maréchal d'Empire, prince de Neuchâtel et de Valangin (30 mars 1806-1814), 1er prince de Wagram (31 décembre 1809), Pair de France (1814), dont il eut :
    - Jeanne (5 avril 1835 - Paris † 19 octobre 1920 - La Jumellière, Maine-et-Loire), mariée le 10 mai 1853 avec Armand-Urbain de Maillé de La Tour-Landry (1er juillet 1816 - Paris † 10 juin 1903), comte de Maillé, conseiller général du canton de Chemillé, représentant du Maine-et-Loire à l'Assemblée nationale, député de l'arrondissement de Cholet (1876), président du Conseil général de Maine-et-Loire (1884-1903), sénateur de Maine-et-Loire (1896), dont :
      - Blanche de Maillé de La Tour-Landry (1854 † 1909), mariée Emmanuel Auguste Ghislain Nompar de Caumont (1839 † 1909), duc de La Force, dont postérité;
      - Louis Armand Joseph de Maillé de La Tour-Landry (1860 † 1907), 4e duc de Plaisance (décret du 13 juin 1872), député de Maine-et-Loire (1903-1907), marié, le 30 décembre 1886 à Paris, avec Hélène Thérèse Philippine Marie de La Rochefoucauld (1865 † 1939), fille du duc d'Estissac, dont postérité ;
      - François Charles Edmond Marie (1862 † 1926), comte de Maillé de La Tour-Landry, marié en 1888 avec Madeleine Raymonde Isaure Mathilde de Montesquiou (1865 † 1896), dont postérité ;
      - Elisabeth Jacqueline Jeanne Marie de Maillé de La Tour-Landry (1869 † 1929), mariée en 1889 avec Antoine Pierre Marie Joseph Gabriel Théodule (1861 † 1944), marquis de Grammont dont postérité ;
      - Hélène Louise Marie de Maillé de La Tour-Landry (1873 † 1953), mariée en 1894 avec Marc Marie Auguste Ferry (1870 † 1915), comte de Ludre ;